# Chorrera de Horcajo
La Chorrera de Horcajo es un salto de agua de 12 metros que está situado en el término municipal de Horcajo de los Montes, en la provincia de Ciudad Real (España). Se encuentra en la cara sur de los Montes de Toledo, en el área de influencia del parque nacional de Cabañeros y está declarado como Paisaje Protegido por la Junta de Comunidades de Castilla-La Mancha desde el 6 de mayo de 2003. 
La cascada se sitúa en una zona de bosque mediterráneo dominada por el sotobosque de jaras y el encinar. El área rocosa que rodea la cascada crea un humedal que hace posible la presencia de una vegetación en donde predomina el acebo, el abedul y el helecho.
El acceso a la cascada se realiza desde el municipio de Horcajo de los Montes por un camino asfaltado que sale hacia el norte, al final del cual se encuentra un merendero y un aparcamiento para vehículos. Desde aquí, una senda se adentra en el cauce del río hasta la chorrera, con una distancia total ida y vuelta de 6,5 km. Una plataforma de madera permite la observación del entorno sin riesgo ni alteración de la naturaleza.